# Грыу, Лянка Георгиевна
Ля́нка Гео́ргиевна Гры́у (рум. Leanca Grâu; с 5 до 18 лет работала под именем Ля́на Ильни́цкая; род. 22 ноября 1987, Москва, СССР) — российская актриса театра и кино.

## Биография
Родилась 22 ноября 1987 года в Москве.
Отец — Георгий (Георге) Иванович Грыу (род. 17 сентября 1961), молдавский актёр. Мать — Стелла Владимировна Ильницкая (род. 7 декабря 1964), актриса. Родители расстались, когда Лянка была ещё ребёнком, и отец больше не поддерживал связи с семьёй.
Впервые снялась в кино в четыре года. В тот момент её мать заканчивала ВГИК и вместе с четырёхлетней Лянкой жила в общежитии. В коридорах института Грыу заметили случайно, а через некоторое время ей предложили сняться в дипломной работе у одного из режиссёров — в короткометражном фильме «Один» по рассказу Рэя Брэдбери. Фильм получил большое количество призов в Европе, а также на небольших молодых фестивалях.
С шести лет стала ведущей детской программы «Тик-так» (Мир, 1992—1995) по настоянию продюсеров программы взяла псевдоним «Ляна Ильницкая» по фамилии матери, под которым работала некоторое время.
С 1995 по 1997 годы была лицом компании детской одежды «Вертекс», также снималась в рекламе на телевидении и работала как детская модель.
Её первой большой ролью принято считать роль девочки-служанки Бекки в художественном фильме «Маленькая принцесса» (1997) режиссёра Владимира Грамматикова. Грыу получила приз за лучшую женскую роль второго плана на «Московском международном детском кинофестивале» имени Ролана Быкова и приз за лучшую женскую роль на кинофестивале «Орлёнок».
В 2000 году снялась в фильме режиссёра Олега Погодина «Триумф. Дневник Рыжего». Особенность фильма заключается в том, что основные актёры — дети, играющие во взрослые игры, решающие взрослые проблемы.
В 18 лет, перед поступлением на актёрский факультет ВГИКа (курс Владимира Грамматикова), стала использовать свою настоящую фамилию Грыу.
Первую популярность получила благодаря роли взбалмошной певицы, дочери олигарха  Виолетты Бариновой в сериале «Обречённая стать звездой» (2005—2007).
В свободное от учёбы, киносъёмок и фотосессий время занималась балетом и живописью, работала в разных театрах.
Годом пика популярности принято считать 2009 — именно тогда вышли два фильма с Грыу в главной роли — «Возвращение мушкетёров, или Сокровища кардинала Мазарини» Г. Юнгвальд-Хилькевича, где она сыграла дочь Д’Артаньяна Жаклин, и сериал «Барвиха», где сыграла Евгению Колесниченко — «городскую» ученицу элитной школы. Для роли дочери Д’Артаньяна Грыу в течение двух месяцев ежедневно занималась фехтованием и верховой ездой.
Зимой 2011 года Грыу выбрали на роль Ирен Адлер в телесериале Шерлок Холмс (2013) о приключениях знаменитого английского сыщика  Шерлока Холмса с Игорем Петренко в главной роли.
В 2013 году в паре с фигуристом Максимом Марининым стала обладателем третьего места в телешоу «Первого канала» «Ледниковый период 4».
В 2014 и 2015 годах произошёл новый всплеск популярности актрисы благодаря участию в полнометражном фильме «В спорте только девушки» и телесериале «Первого канала» «Тест на беременность», признанном лучшим сериалом 2015 года по версии РБК.
В 2016 году начала карьеру в США, сыграв свою первую роль в фильме «Impossible Monsters» и сериале канала FX «Американцы» («The Americans»).
В мае 2022 был показан завершающий 22-й эпизод 3 сезона сериала «FBI. Most Wanted», где актриса снялась в роли дочери российского олигарха.
После развода она вернулась в Россию, начала активно сниматься в кино и вести блог в соцсетях. 

### Семья

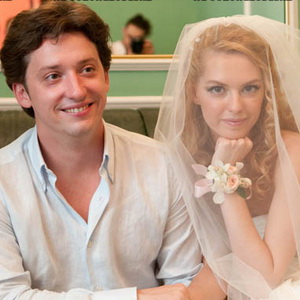
Свадьба Лянки Грыу и Михаила Вайнберга 9 июля 2010 года.

Отец — актёр Георге Грыу (род. 1961).
Мать — Стелла Владимировна Ильницкая (род. 1964), актриса.
Есть  единоутробная сестра Вероника.
В июле 2010 года Грыу вышла замуж за режиссёра и композитора Михаила Вайнберга (род. 31 мая 1975). 20 февраля 2011 года у пары родился сын Максим. Мальчику диагностировали аутизм. 
В мае 2022 года стало известно о том, что Лянка и Михаил развелись.

## Творчество

### Работы в театре
- «Фанта-Инфанта» по либретто Сергея Проханова. Режиссёр: Сергей Проханов (Московский Театр Луны)
- «Летит», антрепризный спектакль — Белочка (на сцене филиала Московского академического театра имени Владимира Маяковского)
- «Ваал». Режиссёр: Георг Жено (Центр драматургии и режиссуры под руководством А. Казанцева и М. Рощина )

### Фильмография
| Год       |    | Название                                                 | Роль |
| --------- | -- | -------------------------------------------------------- | --- |
| 1992      | ф  | Один                                                     | Катя |
| 1995      | ф  | Красная вишня                                            | Надя |
| 1996      | ф  | Третий сын                                               | Имя персонажа не указано                                                                                         |
| 1997      | ф  | Маленькая принцесса                                      | Бекки, воспитанница пансиона и служанка                                                                          |
| 1998      | ф  | Кто, если не мы                                          | Ирочка |
| 2000      | ф  | Триумф                                                   | Катька |
| 2001      | с  | Сыщики-4                                                 | Лена |
| 2001      | ф  | Обнажённая натура                                        | Ксюша, студентка училища                                                                                         |
| 2002      | с  | Главные роли                                             | Настя |
| 2004      | с  | Джек-пот для Золушки                                     | Настя |
| 2004      | тф | Узкий мост                                               | актриса в рекламе майонеза                                                                                       |
| 2005      | с  | Золотые парни                                            | Ника |
| 2005      | ф  | Попса                                                    | Алиса (Лисёнок)                                                                                                  |
| 2005—2007 | с  | Обречённая стать звездой                                 | Виолетта Баринова                                                                                                |
| 2006      | ф  | Кровавый круг                                            | Ника |
| 2006      | ф  | Жулики                                                   | Настя |
| 2006      | с  | Служба доверия                                           | Лиля |
| 2007      | с  | Запретная любовь                                         | Алиса |
| 2007      | ф  | Из пламя и света                                         | Катя Сушкова |
| 2007      | с  | Эксперты                                                 | Инна |
| 2008      | тф | Ночь закрытых дверей                                     | Алиса |
| 2008      | тф | Заходи, не бойся, выходи, не плачь                       | Света |
| 2009      | ф  | Возвращение мушкетёров, или Сокровища кардинала Мазарини | Жаклин, дочь Д’Артаньяна                                                                                         |
| 2009      | тф | 9 признаков измены                                       | Леночка |
| 2009      | с  | Победный ветер, ясный день                               | Анна Шевцова |
| 2009      | с  | Сердце капитана Немова                                   | Настя |
| 2009      | с  | Любить и ненавидеть                                      | Ксюша |
| 2009      | с  | Барвиха                                                  | Евгения Колесниченко                                                                                             |
| 2009      | тф | Ой, мамочки (телефильм)                                  | Оксана |
| 2009      | с  | Грязная работа                                           | Светлана Серова                                                                                                  |
| 2010      | тф | Ищу тебя                                                 | Берта |
| 2010      | ф  | Первая ночь луны                                         | Тоня |
| 2010      | с  | Военная разведка. Западный фронт                         | Светланка |
| 2010      | ф  | Детям до 16…                                             | Дарья |
| 2010      | тф | От сердца к сердцу                                       | Женя |
| 2011      | с  | Золотые                                                  | Евгения Колесниченко                                                                                             |
| 2011      | с  | Товарищи полицейские                                     | Полина |
| 2011      | ф  | Дуэль                                                    | Оля |
| 2012      | ф  | Любви целительная сила                                   | Аня |
| 2013      | ф  | В спорте только девушки                                  | Джейн, американка                                                                                                |
| 2013      | с  | Женщины на грани                                         | Кира |
| 2013      | с  | Мама-детектив                                            | Мила, актриса, соседка и подруга следователя Ларисы Левиной                                                      |
| 2013      | с  | Разведчицы                                               | Хрыся |
| 2013      | с  | Шерлок Холмс                                             | Ирэн Адлер |
| 2013      | ф  | Война принцессы                                          | Катька |
| 2014      | с  | Дорога домой                                             | Настя Тарасова                                                                                                   |
| 2014      | с  | Тест на беременность                                     | Ольга Ольшанская                                                                                                 |
| 2017      | с  | Американцы                                               | Элина Бурова |
| 2019      | с  | Тест на беременность 2                                   | Ольга Ольшанская                                                                                                 |
| 2019      | с  | О чём не расскажет река                                  | Елена Александровна                                                                                              |
| 2020      | ф  | Гудбай, Америка!                                         | Саманта |
| 2021      | с  | Русские горки                                            | Элизабет Харпер                                                                                                  |
| 2021      | с  | Тест на беременность 3                                   | Ольга Ольшанская                                                                                                 |
| 2021      | с  | Рокировка                                                | Полина Максимовна Шведова, совладелица кондитерской фабрики «Феникс», жена и компаньон Антона Денисовича Шведова |
| 2021      | с  | Бывших не бывает                                         | Яна Люкайтис, капитан ФСКН                                                                                       |
| 2022      | с  | Приказа умирать не было                                  | Ирина, радистка                                                                                                  |

## Награды и премии
- Приз за лучшую женскую роль второго плана на «Московском международном детском кинофестивале» имени Ролана Быкова — за роль девочки-служанки Бекки в художественном фильме «Маленькая принцесса» (1997) режиссёра Владимира Грамматикова.
- Приз за лучшую женскую роль на кинофестивале «Орлёнок» — за роль девочки-служанки Бекки в художественном фильме «Маленькая принцесса» (1997) режиссёра В. Грамматикова.